# Метак са ивичним паљењем
Метак са ивичним паљењем (енгл. Rimfire cartridge), сједињени метак са металном чахуром и кружном капислом на ивици дна. Ова врста муниције користила се кроз историју за велики број пушака и револвера, а данас се користи у САД само за муницију веома малог калибра (до 6 мм).

## Историја

### Еволуција
До средине 19. века пушке спредњаче пуњене су посебним зрном и барутним пуњењем (пакованим у фишеке) и опаљиване табаном. Појава пушака острагуша средином 19. века омогућила је употребу сједињених метака - са зрном, барутним пуњењем и капислом обједињеним у чахури метка. Меци првих масовно коришћених острагуша (Драјзе и Шаспо) користили су чахуре од картона, са капислом унутар чахуре, на дну зрна, која се опаљивала дугачком ударном иглом. Самуел Паули први је дошао на идеју да картонским чахурама дода месингано дно, са капислом на дну. Прве метке са металном чахуром и кружном капислом на ивици дна (веома малог калибра и слабог пуњења) произвео је француски пушкар Луј Флобер, и представио их на Великој Изложби у Лондону 1851. Његов рад наставио је  амерички пушкар Данијел Весон (из компаније Смит и Весон) и до 1857. патентирао је прве успешне метке са ивичним паљењем калибра од 0.22 инча (5.58 мм) до 0.50 инча (12.7 мм). Ови меци су употребљени у Америчком грађанском рату (1861-1865), на америчким пушкама Хенри и Ремингтон, и револверима Смит и Весон. Нешто касније произведене су чахуре са капислом у средини дна, какве су и данас.

### Недостаци
Основни недостатак метака са ивичним паљењем била је слабост материјала. Да би ударац ороза могао да активира капислу, зид чахуре метка морао је бити танак и мек (најчешће од бакра), али је код већих калибара (већих од 0.22 инча/5.58 мм) барутно пуњење често било довољно јако да расцепи чахуру, која би тако заглавила оружје. Уз то, тешко је било равномерно распоредити припалу каписле дуж целог обода чахуре, па су затајивања била честа.

### Употреба
Метке са ивичним паљењем користио је велики број америчких пушака и револвера коришћених у другој половини 19. века:
- Смит и Весон (револвер),
- Хенри модел 1860,
- Спенсер модел 1860,
- Ремингтон модел 1864/66,
- Винчестерка модел 1866.